# Apple III

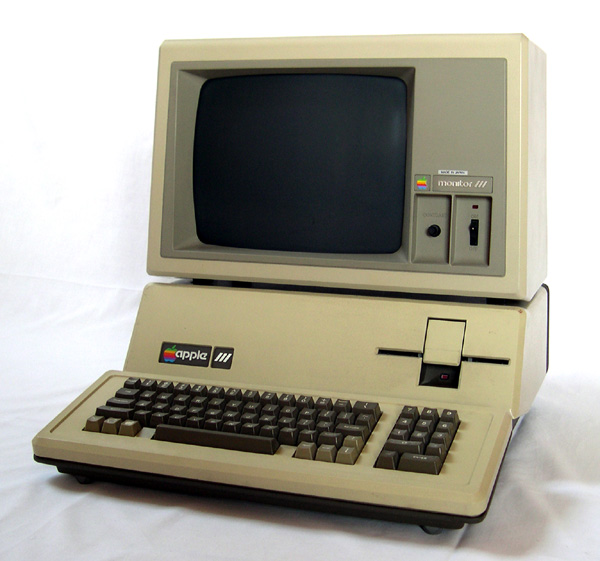
Komputer osobisty Apple III wraz z monitorem Monitor ///

Apple III czy bardziej oficjalnie Apple /// – następca komputera Apple II.  Prace projektowe nad nowym modelem pod kierownictwem dr Wendella Sandera rozpoczęły się pod koniec 1979, a nowy komputer został wprowadzony na rynek w maju 1980. Cena tego komputera wynosiła od 4340.00$ do 7800.00$ w zależności od konfiguracji.
Apple III został zaprojektowany jako komputer biznesowy, miał bardzo zaawansowany system operacyjny zwany SOS (Sophisticated Operating System – dosłownie „wyrafinowany system operacyjny”) i nową wersję BASICa („Apple /// Business BASIC”).
Potrafił wyświetlać 80 kolumn tekstu, duże i małe litery, miał wbudowaną klawiaturę numeryczną, zegar czasu rzeczywistego, hierarchiczny system plików, mógł też emulować komputer Apple 
II+. Istniała też odmiana tego komputera Apple III Plus.

## Dane techniczne
- Stacja dyskietek 5 1/4 in z możliwością dołączenia trzech dodatkowych typu "Disk ///";
- twardy dysk Apple ProFile o pojemności 5 MB;
- System operacyjny SOS
- Procesor 6502 taktowany zegarem 2 MHz oparty na architekturze 8-bitowej;
- 256 kB pamięci RAM z możliwością rozbudowy do 512 kB;
- Monochromatyczny (czarno-biały) monitor zintegrowany z jednostką centralną;

Nowy komputer firmy Apple spotkał się z bardzo chłodnym przyjęciem i okazał się komercyjnym fiaskiem z wielu powodów, między innymi bardzo wysokiej ceny ($3500), bardzo ograniczonej liczby dostępnych programów oraz z powodu częstego przegrzewania się komputera, ponieważ nie miał wbudowanego wentylatora.